# بياركي مار إليسون
بياركي مار إليسون (مواليد 16 مايو 1990) هو لاعب كرة يد آيسلندي يلعب في نادي فيسبرم  ومنتخب آيسلندا.

## روابط خارجية
- بياركي مار إليسون على موقع الاتحاد الأوروبي لكرة اليد (الإنجليزية)